# Далматин, Юрий
Юрий Далматин (словен. Jurij Dalmatin, ок. 1547, Кршко — 31 августа 1589, Любляна) — словенский священник-протестант, богослов, переводчик.

## Биография
Юрий Далматин — сын выходцев из Далмации, взявших себе фамилию Dalmatin. Учился в Кршко у Адама Бохорича, затем — в Вюртемберге (1565—1566) и в монастырской латинской школе в Тюбингене (1566). Изучал богословие в Тюбингенском университете (1566—1572). С 1572 года — пастор в Любляне. Сторонник Реформации, ученик и последователь Приможа Трубара. Автор книг Наипрекраснейшие христианские молитвы (1584), Краткий Виттенбергский катехизис (1585). Под покровительством губернатора Крайны Гербарда VIII Ауэршперга перевел Библию на словенский язык, опираясь при этом на Лютеровский немецкий перевод Св. Писания и словенский перевод Нового Завета, сделанный Приможем Трубаром. Перевод был опубликован на бохоричице в Виттенберге (1584). В скором времени епископ Томаж Хрен (Tomaž Hren) внёс Далматинову Библию в индекс запрещённых книг.

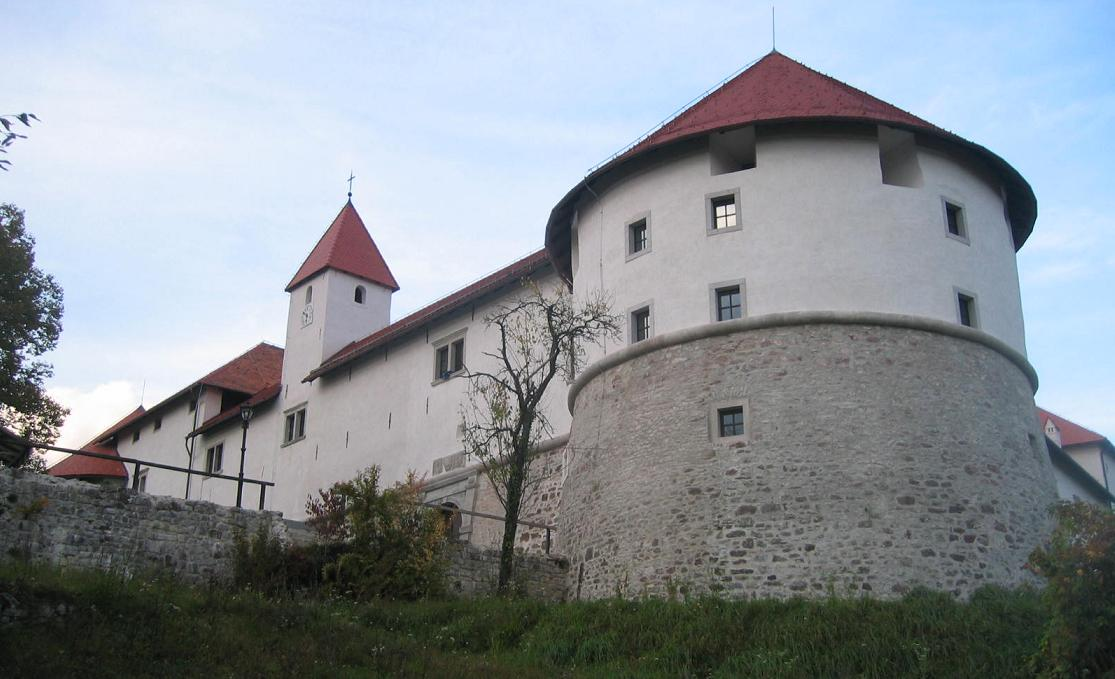
Замок Ауэршперг (Турьяк) под Любляной, где Далматин работал над переводом Библии

## Семья
У Далматина и его жены Барбары было четверо детей: Янез, Катарина, Элизабета и Марк.

## Труды
- Karšanske lepe molitve (1584)
- Ta kratki wittenberški katekizmus (1585)
- Bibilija, tu je vse svetu pismu stariga inu noviga testamenta, slovenski tolmačena skuzi Jurija Dalmatina (1584)
- Agenda (1589)/